# 17900 Leiferman
17900 Leiferman è un asteroide della fascia principale. Scoperto nel 1999, presenta un'orbita caratterizzata da un semiasse maggiore pari a 2,2763582 UA e da un'eccentricità di 0,1293900, inclinata di 4,42666° rispetto all'eclittica.